# サビル・カマロフ
サビル・カマロフ（ウズベク語: Собир Камолов、1910年5月2日 - 1990年6月6日）は、ウズベク・ソビエト社会主義共和国の政治家、ソ連共産党員。
タシュケント市出身。1937年、タシュケント・マルクス・レーニン主義大学、1949年、全連邦共産党（ボリシェヴィキ党）中央委員会附属高等党学校卒業。
- 1925年**月～****年**月 - タシュケント市のペンキ屋、左官、建設労働者
- 1929年10月～****年**月 - ウズベキスタン共産党タシケント市オクチャブリスキー地区委員会の宣伝官
- 1930年10月～****年**月 - コムソモール・ノヴォブハルスキー地区委員会書記
- 1931年07月～****年**月 - コムソモール中央アジア地方委員会大衆経済課副主任
- 1933年06月～****年**月 - コムソモール・カラカルパク州委員会第一書記
- 1936年09月～****年**月 - タシュケント・マルクス・レーニン主義大学で教育。1937年11月まで同大学の党委員会書記
- 1937年11月～****年**月 - ウズベキスタン共産党フェルガナ州タシュラクスキー地区委員会第一書記に選出
- 1938年04月～****年**月 - ウズベキスタン共産党フェルガナ州マルゲランスキー地区委員会第一書記
- 1938年08月～****年**月 - ウズベキスタン共産党フェルガナ州委員会農業課主任、11月から書記
- 1940年10月～1941年04月 - ウズベキスタン土地分配人民委員、人民委員会議副議長
- 1941年04月～1946年10月 - ウズベキスタン共産党カラカルパク州委員会第一書記
- 1949年09月～1950年04月 - ウズベキスタン共産党フェルガナ州委員会第一書記
- 1950年04月～1955年12月 - ウズベキスタン共産党中央委員会農業担当書記
- 1955年12月～1957年12月 - ウズベキスタン閣僚会議議長
- 1957年12月～1959年03月 - ウズベキスタン共産党中央委員会第一書記
- 1959年03月～1962年**月 - フェルガナ州執行委員会議長
- 1962年04月～****年**月 - ウズベク・ソビエト社会主義共和国パン製品総局副総局長
- 1965年04月～****年**月 - ウズベク・ソビエト社会主義共和国パン製品第一次官
- 1970年02月～****年**月 - ウズベク・ソビエト社会主義共和国調達次官
- 1980年05月～****年**月 - 年金生活

第2期～第5期、ソ連最高会議代議員。1956年～1961年、ソ連共産党中央委員会委員。

## パーソナル
レーニン勲章3個、労働赤旗勲章2個、赤星勲章、名誉記章勲章3個受賞。